# Schwarzhofen
Schwarzhofen település Németországban, azon belül Bajorországban. Lakosainak száma 1409 fő (2023. december 31.).

## Népesség
A település népessége az elmúlt években az alábbi módon változott:
| Lakosok száma | 689  | 1017 | 1448 | 1605 | 1464 | 1437 | 1426 | 1405 | 1413 | 1409 |
|               | 1875 | 1950 | 1975 | 1987 | 2012 | 2014 | 2016 | 2017 | 2021 | 2023 |